# Madagascarophis
Genre
Madagascarophis est un genre de serpents de la famille des Lamprophiidae.

## Répartition
Les espèces de ce genre sont endémiques de Madagascar.

## Liste d'espèces
Selon The Reptile Database (10 avril 2013) :
- Madagascarophis colubrinus (Schlegel, 1837)
- Madagascarophis fuchsi Glaw, Kucharzewski, Köhler, Vences & Nagy, 2013
- Madagascarophis lolo Ruane, Burbrink, Randriamahatantsoa & Raxworthy, 2016
- Madagascarophis meridionalis Domergue, 1987
- Madagascarophis ocellatus Domergue, 1987

## Publication originale
- Mertens, 1952 : Nomenklatorisches über die Schlangengatturng Eteirodipsas. Senckenbergiana, vol. 32, no 5/6, p. 307-308.